# Vetta Ventura
Der Vetta Ventura (vereinzelt auch: Vetta Ventura Apollo) ist ein zweisitziger Sportwagen, der von Intermeccanica in Italien aufgebaut und 1965 von dem texanischen Unternehmen Vanguard Motors auf dem US-amerikanischen Markt verkauft wurde. Er ist eine Wiederbelebung des Apollo GT, den 1963 und 1964 bereits ein anderes Unternehmen in den USA vertrieben hatte. Viele Details zum Vetta Ventura sind ungeklärt.

## Entstehungsgeschichte
Der Vetta Ventura geht unmittelbar auf den italienisch-amerikanischen Sportwagen Apollo GT zurück. Der Apollo GT ist ein zweitüriges Coupé, das der kalifornische Ingenieur Milt Brown 1962 zusammen mit dem in Turin ansässigen Frank Reisner entwickelt hatte. Der Wagen verband europäisches Sportwagendesign mit US-amerikanischer Antriebstechnik und war in der Vorstellung seiner Schöpfer als „amerikanischer Ferrari“ gedacht. Im Frühjahr 1963 brachten Brown und Reisner den Apollo GT auf den amerikanischen Markt. Reisners Betrieb Intermeccanica baute die Autos unter Einbindung zahlreicher Subunternehmer in Italien auf, während Brown über das in Oakland, Kalifornien, ansässige Unternehmen International Motor Cars (IMC) den Vertrieb der Wagen in den USA organisierte. Nachdem IMC etwa 40 Fahrzeuge vor allem in Kalifornien abgesetzt hatte, war das Unternehmen in wirtschaftliche Schwierigkeiten geraten und im Spätsommer 1964 schließlich zahlungsunfähig geworden. 
Um die Produktion in Italien aufrechtzuerhalten und Intermeccanica vor der Insolvenz zu bewahren, suchte der IMC-Verkaufsleiter in den USA nach einem Investor, der bereit war, weitere Apollos abzunehmen und zu vertreiben. Im Herbst 1964 wurde eine Einigung mit dem texanischen Unternehmer Fred Ricketts erzielt, der in Dallas den Autozubehörhersteller Vanguard Products (nach anderer Quelle: Vanguard Industries) betrieb. Vanguard war unter anderem für Autoklimaanlagen bekannt, die nachträglich eingebaut werden konnten. Ricketts sah in dem Apollo eine Möglichkeit, ohne Aufwand ins Automobilgeschäft einzusteigen und dadurch Werbung für seinen Zubehörbetrieb zu machen. Er gründete zu diesem Zweck die Vanguard Motors Corporation, über die er 1965 den Vertrieb des italienischen Sportwagens organisierte, der in Vetta Ventura umbenannt wurde. Ricketts Bemühungen blieben erfolglos. Bereits nach wenigen Monaten gab er mit der Begründung auf, er könne mit dem Auto keinen Profit erzielen („I just can’t make money“).

## Modellbezeichnung
Weil die Rechte an dem Namen Apollo weiterhin bei den Inhabern von IMC lagen, mussten die von Vanguard vertriebenen Intermeccanicas eine andere Modellbezeichnung erhalten. Die Wahl fiel auf den Begriff Vetta Ventura (italienisch für: kommender Höhepunkt).

## Modellbeschreibung

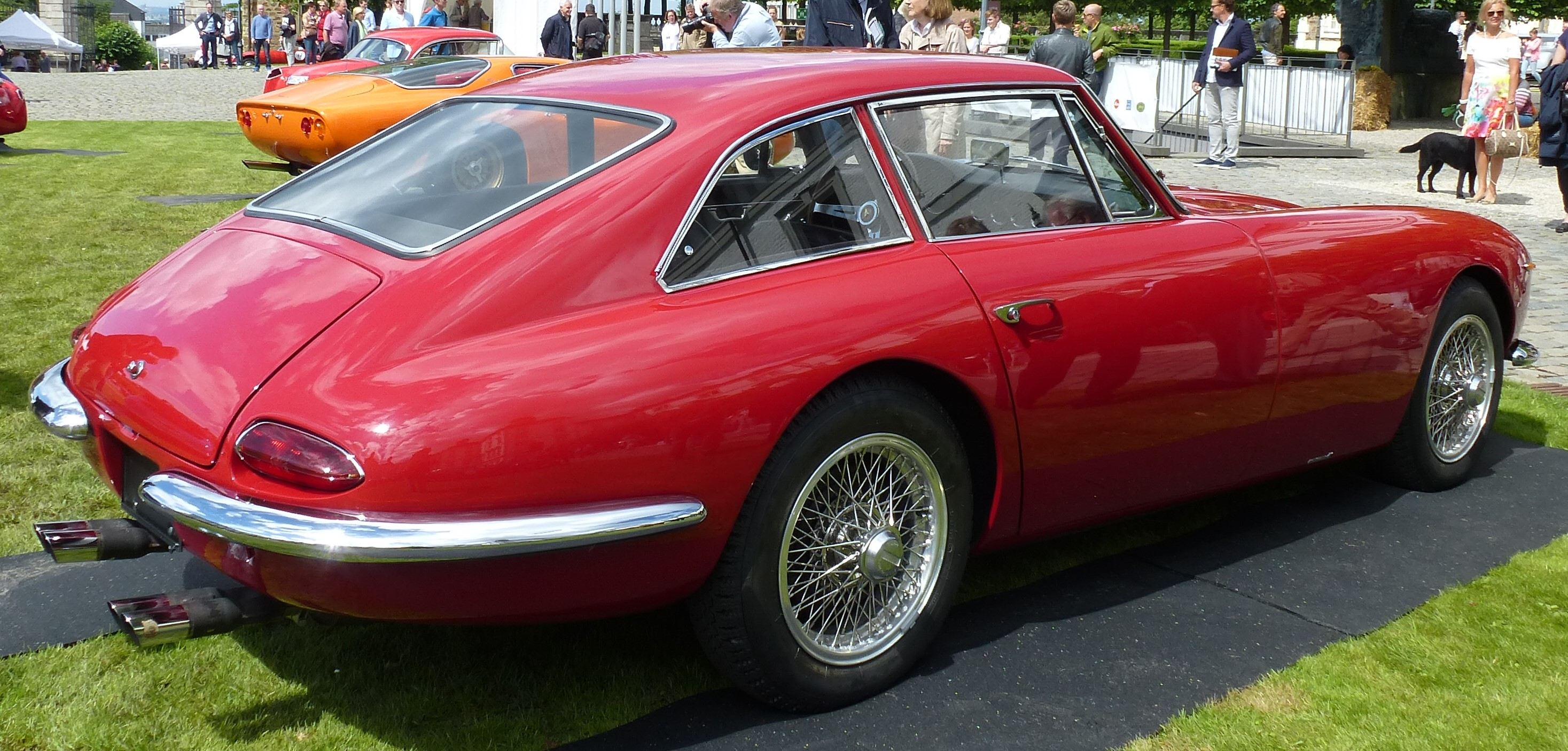
Lange Front, kurzes Heck: Vetta Ventura

Der Vetta Ventura entspricht technisch und optisch vollständig dem Apollo GT. Beide Autos haben einen „sehr einfachen“ Leiterrahmen, der aus Stahlrohren mit rundem Querschnitt besteht und von einer Turiner Schlosserei zugeliefert wurde. Als Antrieb kommen in Großserie produzierte Achtzylindermotoren von Buick mit 3,5 oder 4,9 Liter Hubraum zum Einsatz. Die aus Stahlblech gefertigte Karosserie, deren Form von Ron Plescia und Franco Scaglione entworfen wurde, gibt es in einer geschlossenen und einer offenen Variante. In der geschlossenen Ausführung ist das Auto ein zweisitziges Fließheckcoupé mit langer Motorhaube und weit zurückversetztem Fahrgastraum. Die Cabrioletversion ist von dem Coupé abgeleitet. Sie hat ein Stufenheck.

## Produktionsprozess

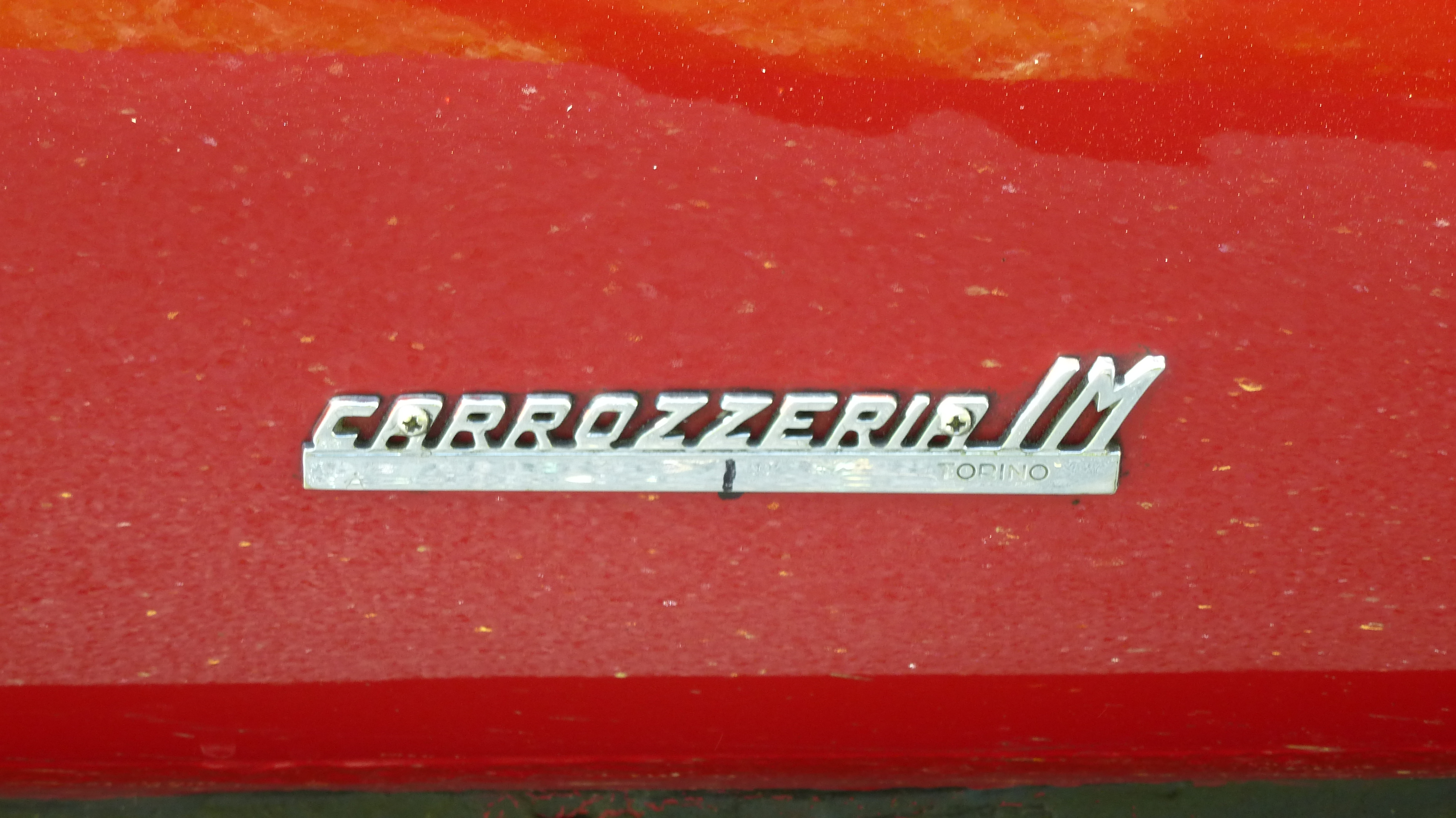
Schriftzug Intermeccanica an einem Vetta Ventura

Wie schon in der IMC-Ära, war der Produktionsprozess auch beim Vetta Ventura zwischen Intermeccanica in Italien und dem Auftraggeber in den USA aufgeteilt. Intermeccanica lieferte fast komplette Fahrzeuge in die USA; lediglich Motoren und Getriebe wurden dort eingebaut. Intermeccanica stellte die Karosserien der Autos nach wie vor nicht selbst her, sondern beauftragte kleine Spezialbetriebe aus Turin und Umgebung mit dem Aufbau. Unmittelbar bevor IMC im Sommer 1964 zahlungsunfähig wurde, hatte Intermeccanica den Auftrag zum Karosseriebau von Sargiotto in Nichino auf Grosso e Vece in Turin übertragen. Intermeccanicas Produktionsliste der Jahre 1964 und 1965 legt es nahe, dass sämtliche Karosserien der Coupés und Cabriolets, die 1965 an Vanguard gingen, bereits bei Grosso e Vece aufgebaut wurden.

## Produktionsumfang
Belegt ist, dass Vanguard sechs Cabriolets als Vetta Ventura verkaufte. Wie viele Vetta Vetturas es insgesamt gab, ist dagegen ungeklärt; die Quellen weichen diesbezüglich stark voneinander ab.
Gesichert ist lediglich, dass Vanguard Motors zur Jahreswende 1964/65 einige Autos aufkaufte, die sich bereits in den USA befanden und ursprünglich für IMC bestimmt gewesen waren, infolge der Insolvenz von IMC aber nicht mehr abgenommen wurden. Wie viele Autos auf diese Weise nachträglich zu Vetta Venturas wurden, ist ungewiss. Eine Quelle spricht von sechs, eine andere von 19 Autos. Ob Vanguard nach der Übernahme dieses Altbestandes noch neue Fahrzeuge bei Intermeccanica bestellte und erhielt, ist unklar. Während die Markenmonografie zu Intermeccanica aus dem Jahr 2010 insgesamt 42 Autos als Vetta Venturas ausweist – sechs davon aus IMC-Altbestand –, geht eine andere Quelle davon aus, dass Vanguard insgesamt nicht mehr als 19 Autos erhielt. Vanguard habe aber nicht alle Autos verkaufen können; einige der nicht abgesetzten Autos seien heimlich verschrottet worden. Einer weiteren Quelle zufolge habe Vanguard zusätzlich zu den 19 Autos, die ursprünglich für IMC bestimmt gewesen waren, noch etwa fünf weitere Autos aus Italien bezogen, sodass das Unternehmen insgesamt über 23 oder 24 Autos verfügt hätte. Davon hätten sich 1965 allerdings nur 11 Autos absetzen lassen; 12 weitere habe ein Mitarbeiter übernommen und bis in die frühen 1970er-Jahre hinein schrittweise komplettiert und verkauft.